# Autorité des marchés financiers de l'Union monétaire ouest-africaine
Autorité des marchés financiers de l'Union Monétaire Ouest Africaine (AMF-UMOA), créée le 3 juillet 1996 par une convention entre les sept Etats membres de l'union monétaire ouest africaine (UMOA), avant l'adhésion de la Guinée-Bissau à l'UMOA le 7 juillet 1997. Elle est l'organe chargé de réguler et superviser le marché financier de l'UMOA. Son siège est à Abidjan, au plateau.

## Historique
Le 14 novembre 1973, après signature du traité de constitution de l'union monétaire ouest africaine, commence l'élaboration du projet de mise en place d'un marché financier régional commun aux pays membre de l'UMOA. En 1991, avec l'aide de la France et du Canada, les réflexions se poursuivent. Finalement, le 3 juillet 1996 le conseil des ministres le l'UMOA adopte la convention portant création de l'autorité des marché financier de l'union monétaire ouest africaine.
À sa création, elle porte le nom de conseil régional de l'épargne public et des marchés financiers. Puis, devient le 1er octobre 2022 autorité des marché financier de l'union monétaire ouest africaine,.

## Organisation

### Les instance décisionnelles
L'AMF-UMOA est dirigé par un collège de douze membre et un comité exécutif de quatre membres. Dans ce collège de 12 membres nous avons un représentant de chaque Etat membre, le Gouverneur de la BCEAO ou son représentant, le président de la commission de l'UEMOA ou son représentant, un magistrat spécialisé en matière financière et un expert comptable réputé.

### Le Secrétariat Général
Le Secrétariat Général veille à la mise en application des décisions prises par les instances décisionnelles. Il est composé d'un secrétaire général, nommé pour une période de cinq ans renouvelable une fois, d'un corps d'inspecteurs et d'un service administratif.

## Missions
L'AMF-UMOA autorise toutes les procédure d'appel public à l'épargne à travers l'octroi d'un visa. Elle est l'organe qui habilite les structures de gestion du marché et agrège les intervenants commerciaux ; elle homologue les tarifs des intervenants commerciaux, à savoirs les sociétés de gestion et d'intermédiation et les sociétés de gestion du patrimoine. L'AMF-UMOA contrôle l'activité de tous les intervenants du marché financier régional, veille au respect des règles applicables à tous les intervenants et sanctionne toute forme de malversation sur le marché.